# Hoàn Kiếm (quận)
Hoàn Kiếm là một quận cũ, trung tâm của thành phố Hà Nội, Việt Nam. Tên quận được đặt theo tên của hồ Hoàn Kiếm. Quận Hoàn Kiếm là trung tâm hành chính, chính trị, kinh tế, văn hóa của Thành phố Hà Nội; là trung tâm nội đô lịch sử.

## Địa lý
Hoàn Kiếm là quận nằm ở vị trí trung tâm của Kinh thành Thăng Long xưa và thủ đô Hà Nội ngày nay, có vị trí địa lý:
- Phía bắc và tây bắc giáp quận Ba Đình với ranh giới là các phố Hàng Đậu và Phan Đình Phùng
- Phía tây giáp các quận Ba Đình và Đống Đa với ranh giới là các phố Lý Nam Đế, Trần Phú, Đường Tàu, Nguyễn Thái Học, Lê Duẩn
- Phía nam giáp quận Hai Bà Trưng với ranh giới là các phố Trần Hưng Đạo, Hàn Thuyên, Lê Văn Hưu, Nguyễn Du
- Phía đông giáp quận Long Biên với ranh giới là sông Hồng.

Quận Hoàn Kiếm có diện tích 5,34 km², là quận có diện tích nhỏ nhất tại thành phố Hà Nội. Dân số năm 2022 toàn quận có 212.921 người, mật độ dân số 39.873 người/km².

## Lịch sử
Là một quận trung tâm của Hà Nội, lịch sử quận Hoàn Kiếm gắn liến với lịch sử nghìn năm xây dựng và gìn giữ Thăng Long - Hà Nội. Thời Tiền Lý, năm 545 Lý Nam Đế đã đóng quân, dựng bè gỗ trên sông Tô Lịch (đoạn mà thời bấy giờ chưa bị lấp) chống lại nhà Lương.
Từ thời Lý - Trần trở đi, đây là đất thuộc huyện Thọ Xương và là một trung tâm buôn bán trọng điểm của kinh thành Thăng Long.
Trong thời Pháp thuộc, diện tích quận Hoàn Kiếm ngày nay chiếm phần lớn thành phố Hà Nội cũ thuộc Pháp. Những con phố quy hoạch đồng đều, vuông vức là thành quả của người Pháp trong công cuộc cải tạo nơi đây từ một vùng nông thôn thành khu phố cho người châu Âu và giới thượng lưu bản xứ. Hầu hết các phố thuộc Hoàn Kiếm ngày nay đều đã từng mang tên tiếng Pháp.
Thời kỳ 1954 - 1961, khu vực này gồm toàn bộ khu phố Hoàn Kiếm, khu phố Đồng Xuân và một phần khu phố Hàng Cỏ với khu phố Hai Bà. Từ năm 1961 - 1981, các khu phố Hoàn Kiếm cũ, khu phố Đồng Xuân cũ, các khối 2, 3, 4, 5, 6, 7, 8, 9, 10, 11, 15, 16, 17 của khu phố Hàng Cỏ cũ và các khối 35, 36, 37, 38, 39, 40, 41 của khu phố Hai Bà cũ hợp nhất thành khu phố Hoàn Kiếm.
Tháng 6/1981, khu phố Hoàn Kiếm được đổi thành quận Hoàn Kiếm, gồm 18 phường: Chương Dương, Cửa Đông, Cửa Nam, Đồng Xuân, Hàng Bạc, Hàng Bài, Hàng Bồ, Hàng Bông, Hàng Buồm, Hàng Đào, Hàng Gai, Hàng Mã, Hàng Trống, Lý Thái Tổ, Phan Chu Trinh, Phúc Tân, Trần Hưng Đạo, Tràng Tiền và giữ ổn định cho đến nay.

## Hành chính
Quận Hoàn Kiếm có 18 đơn vị hành chính cấp xã trực thuộc bao gồm 18 phường: Chương Dương, Cửa Đông, Cửa Nam, Đồng Xuân, Hàng Bạc, Hàng Bài, Hàng Bồ, Hàng Bông, Hàng Buồm, Hàng Đào, Hàng Gai, Hàng Mã, Hàng Trống, Lý Thái Tổ, Phan Chu Trinh, Phúc Tân, Trần Hưng Đạo, Tràng Tiền.
| Tên          | Diện tích (km²) | Dân số (người)2022 | Mật độ dân số (người/km²) |
| ------------ | --------------- | ------------------ | ------------------------- |
| Phường (18)  |                 |                    |                           |
| Chương Dương | 1,00            | 24.229             | 24.229                    |
| Cửa Đông     | 0,16            | 10.624             | 66.400                    |
| Cửa Nam      | 0,26            | 10.527             | 40.488                    |
| Đồng Xuân    | 0,17            | 10.516             | 61.859                    |
| Hàng Bạc     | 0,09            | 7.491              | 83.233                    |
| Hàng Bài     | 0,27            | 10.534             | 39.015                    |
| Hàng Bồ      | 0,09            | 9.041              | 100.456                   |
| Hàng Bông    | 0,18            | 17.937             | 99.650                    |

| Tên            | Diện tích (km²) | Dân số (người)2022 | Mật độ dân số (người/km²) |
| -------------- | --------------- | ------------------ | ------------------------- |
| Hàng Buồm      | 0,12            | 11.453             | 95.442                    |
| Hàng Đào       | 0,07            | 6.012              | 85.886                    |
| Hàng Gai       | 0,09            | 7.642              | 84.911                    |
| Hàng Mã        | 0,17            | 10.516             | 61.859                    |
| Hàng Trống     | 0,35            | 15.141             | 43.260                    |
| Lý Thái Tổ     | 0,25            | 11.127             | 44.508                    |
| Phan Chu Trinh | 0,43            | 10.503             | 24.426                    |
| Phúc Tân       | 0,79            | 17.955             | 22.728                    |
| Trần Hưng Đạo  | 0,47            | 10.901             | 23.194                    |
| Tràng Tiền     | 0,39            | 10.666             | 27.349                    |

## Hồ Hoàn Kiếm
Hồ Hoàn Kiếm nằm ở trung tâm thủ đô thuộc quận Hoàn Kiếm, được bao quanh bởi 3 con phố Hàng Khay – Lê Thái Tổ – Đinh Tiên Hoàng. Trước đây hồ còn có một số tên gọi khác như hồ Lục Thủy (hồ nước xanh) hay hồ Thủy Quân (bởi hồ từng là nơi để huấn luyện thủy binh chiến đấu). Đến thế kỉ thứ XV, hồ được đổi tên thành hồ Hoàn Kiếm (trả gươm), gắn liền với sự tích trả gươm báu cho rùa vàng của vua Lê Thái Tổ.
Hồ Hoàn Kiếm là nơi tụ hội, điểm hẹn lý tưởng bốn mùa: Rực rỡ trong sắc đào và các lễ hội truyền thống vào mùa xuân; lồng lộng những cơn gió xua tan đi cái nóng oi bức của mùa hè; say đắm với những cành liễu rủ trong màn sương huyền ảo của mùa thu; lộng lẫy trong cơn mưa lá vàng và những giọt mưa phùn lất phất bay của mùa đông.

## Đường phố
Trên địa bàn quận Hoàn Kiếm có 168 phố:
| - 19-12 - Ấu Triệu - Bà Triệu - Bạch Đằng - Bảo Khánh - Bảo Linh - Bát Đàn - Bát Sứ - Cao Thắng - Cầu Đất - Cầu Đông - Cầu Gỗ - Chả Cá - Chân Cầm - Chợ Gạo - Chương Dương Độ - Cổ Tân - Cổng Đục - Cửa Đông - Cửa Nam - Dã Tượng - Đặng Thái Thân - Đào Duy Từ - Điện Biên Phủ - Đinh Công Tráng - Đinh Lễ - Đinh Liệt - Đình Ngang - Đinh Tiên Hoàng - Đoàn Nhữ Hài - Đông Thái - Đồng Xuân - Đường Thành - Gầm Cầu | - Gia Ngữ - Hà Trung - Hạ Hồi - Hai Bà Trưng - Hàm Long - Hàm Tử Quan - Hàn Thuyên - Hàng Bạc - Hàng Bài - Hàng Bè - Hàng Bồ - Hàng Bông - Hàng Buồm - Hàng Bút - Hàng Cá - Hàng Cân - Hàng Chai - Hàng Chiếu - Hàng Chĩnh - Hàng Cót - Hàng Da - Hàng Đào - Hàng Đậu - Hàng Điếu - Hàng Đồng - Hàng Đường - Hàng Gà - Hàng Gai - Hàng Giầy - Hàng Giấy - Hàng Hòm - Hàng Khay - Hàng Khoai - Hàng Lược - Hàng Mã | - Hàng Mắm - Hàng Mành - Hàng Muối - Hàng Ngang - Hàng Nón - Hàng Phèn - Hàng Quạt - Hàng Rươi - Hàng Thiếc - Hàng Thùng - Hàng Tre - Hàng Trống - Hàng Vải - Hàng Vôi - Hồ Hoàn Kiếm - Hỏa Lò - Hồng Hà - Huế - Lãn Ông - Lê Duẩn - Lê Lai - Lê Phụng Hiểu - Lê Thạch - Lê Thái Tổ - Lê Thánh Tông - Lê Văn Hưu - Lê Văn Linh - Liên Trì - Lò Rèn - Lò Sũ - Lương Ngọc Quyến - Lương Văn Can - Lý Đạo Thành - Lý Nam Đế | - Lý Quốc Sư - Lý Thái Tổ - Lý Thường Kiệt - Mã Mây - Nam Ngư - Ngõ Gạch - Ngô Quyền - Ngô Thì Nhậm - Ngõ Trạm - Ngô Văn Sở - Nguyễn Chế Nghĩa - Nguyễn Du - Nguyễn Gia Thiều - Nguyễn Hữu Huân - Nguyễn Khắc Cần - Nguyên Khiết - Nguyễn Quang Bích - Nguyễn Siêu - Nguyễn Thái Học - Nguyễn Thiện Thuật - Nguyễn Thiếp - Nguyễn Tư Giản - Nguyễn Văn Tố - Nguyễn Xí - Nhà Chung - Nhà Hỏa - Nhà Thờ - Ô Quan Chưởng - Phạm Ngũ Lão - Phạm Sư Mạnh - Phan Bội Châu - Phan Chu Trinh - Phan Đình Phùng - Phan Huy Chú | - Phủ Doãn - Phúc Tân - Phùng Hưng - Quán Sứ - Quang Trung - Tạ Hiện - Thanh Hà - Thanh Yên - Thợ Nhuộm - Thuốc Bắc - Tố Tịch - Tôn Thất Thiệp - Tông Đản - Tống Duy Tân - Trần Bình Trọng - Trần Hưng Đạo - Trần Khánh Dư - Trần Nguyên Hãn - Trần Nhật Duật - Trần Phú - Trần Quang Khải - Trần Quốc Toản - Tràng Thi - Tràng Tiền - Triệu Quốc Đạt - Trương Hán Siêu - Vạn Kiếp - Vọng Đức - Vọng Hà - Yên Thái - Yết Kiêu |

## Giáo dục
Các trường trung học phổ thông trên địa bàn quận:
- Trường Trung học phổ thông Việt Đức
- Trường Trung học phổ thông Trần Phú - Hoàn Kiếm
- Trường Trung học phổ thông Marie Curie.

## Địa điểm nổi tiếng
- Nhà khách Chính phủ (Bắc Bộ phủ)
- Nhà hát Lớn Hà Nội
- Nhà hát Hồ Gươm
- Quảng trường 19-8
- Hồ Hoàn Kiếm
- Đền Ngọc Sơn
- Cầu Thê Húc
- Tháp Rùa
- Tháp Hòa Phong
- Kem Tràng Tiền
- Kem Hòa Bình
- Nhà hàng Thủy Tạ
- Bưu điện Hà Nội
- Vườn hoa Lý Thái Tổ
- Phố cổ Hà Nội
- Phố sách 19 tháng 12
- Đền Bà Kiệu
- Ô Quan Chưởng
- Đền Lý Quốc Sư
- Chùa Bà Đá
- Chùa Quán Sứ
- Cầu Long Biên
- Cầu Chương Dương
- Chợ Hàng Da
- Chợ Đồng Xuân
- Chợ Long Biên
- Nhà tù Hỏa Lò
- Tràng Tiền Plaza (Bách hóa Tổng hợp)
- Rạp Công Nhân
- Quảng trường Đông Kinh Nghĩa Thục
- Nhà thờ Lớn Hà Nội
- Ga Hà Nội
- Ga Long Biên
- Đài Tiếng nói Việt Nam
- Thông tấn xã Việt Nam
- Kênh Truyền hình Quốc hội Việt Nam
- Công ty Xổ số kiến thiết Thủ đô
- Ngân hàng Nhà nước Việt Nam

## Hạ tầng
Các dự án đường sắt đi qua địa bàn quận là các tuyến số 1 (Ngọc Hồi - Yên Viên), tuyến số 2 (Nội Bài - Thượng Đình), tuyến số 3 (Trôi - Nhổn - Hoàng Mai); trong đó tuyến số 2 đoạn Nam Thăng Long - Trần Hưng Đạo (một phần của tuyến Nội Bài - Thượng Đình), tuyến số 3 đoạn Nhổn - Ga Hà Nội (một phần của tuyến Trôi - Nhổn - Hoàng Mai) hiện đang được thi công; tuyến số 3 đoạn Ga Hà Nội - Hoàng Mai (một phần của tuyến Trôi - Nhổn Hoàng Mai) và tuyến số 1 hiện đang được đầu tư xây dựng.

### Hệ thống xe buýt

#### Điểm đầu cuối và trung chuyển:
- Bãi đỗ xe Trần Khánh Dư (02, 19, 35A, 49, 144; 09A, 09B)
- Long Biên (04, 8A, 8B, 17, 24, 36, 47A, 50, 58, 65, 69, 98, 100, E05, E07)
- Bờ Hồ (09A, 09B)
- Ga Hà Nội (86)

#### Các tuyến xe buýt hoạt động:
| Tuyến xe buýt                                             | Ghi chú                                                    | Lộ trình trong khu vực quận Hoàn Kiếm |
| --------------------------------------------------------- | ---------------------------------------------------------- | --- |
| 01(Bến xe Gia Lâm - Bến xe Yên Nghĩa)                     |                                                            | Chiều đi:... - Trần Nhật Duật - ĐTC Long Biên - Hàng Đậu - Hàng Cót - Hàng Gà - Hàng Điếu - Đường Thành - Phủ Doãn - Triệu Quốc Đạt - Hai Bà Trưng - Lê Duẩn -... Chiều về:... - Yết Kiêu - Trần Hưng Đạo - Quán Sứ - Hàng Da - Đường Thành - Phùng Hưng - Phan Đình Phùng - Hàng Đậu - Trần Nhật Duật -...                                                                        |
| 02(Bác Cổ - Bến xe Yên Nghĩa)                             |                                                            | Chiều đi: Bãi đỗ xe Trần Khánh Dư - Trần Khánh Dư - Trần Hưng Đạo - Lê Thánh Tông - Hai Bà Trưng - Quang Trung - Tràng Thi - Điện Biên Phủ -... Chiều về:... - Nguyễn Thái Học - Phan Bội Châu - Hai Bà Trưng - Phan Chu Trinh - Tràng Tiền - Trần Khánh Dư - Bãi đỗ xe Trần Khánh Dư                                                                                              |
| 03A(Bến xe Giáp Bát - Bến xe Gia Lâm)                     |                                                            | Chiều đi:... - Trần Bình Trọng - Trần Hưng Đạo - Trần Khánh Dư - Trần Quang Khải - Trần Nhật Duật -... Chiều về:... - Trần Nhật Duật - Trần Quang Khải - Trần Hưng Đạo - Quang Trung - Lý Thường Kiệt - Lê Duẩn -... |
| 04(Long Biên - BV Nội tiết TWCS2)                         |                                                            | Chiều đi: ĐTC Long Biên - Yên Phụ - Trần Nhật Duật - Nguyễn Hữu Huân - Lý Thái Tổ - Ngô Quyền - Hai Bà Trưng - Lê Thánh Tông -... Chiều về:... - Phan Chu Trinh - Lý Thái Tổ - Ngô Quyền - Hàng Vôi - Hàng Tre - Hàng Muối - Trần Nhật Duật - Yên Phụ - ĐTC Long Biên |
| 08A(Long Biên - Đông Mỹ)                                  | Hoạt động Thứ 2 đến 18:00 Thứ 6 hàng tuần                  | Chiều đi: ĐTC Long Biên - Yên Phụ - Trần Nhật Duật - Nguyễn Hữu Huân - Lý Thái Tổ - Ngô Quyền - Lý Thường Kiệt - Bà Triệu -... Chiều về:... - Phố Huế - Hàng Bài - Đinh Tiên Hoàng - Trần Nguyên Hãn - Ngô Quyền - Hàng Vôi - Hàng Tre - Hàng Muối - Trần Nhật Duật - Yên Phụ - ĐTC Long Biên                                                                                      |
| 08ACT(Long Biên - Đông Mỹ)                                | Hoạt động 18:00 Thứ 6 đến Chủ nhật (tránh tuyến phố đi bộ) | Chiều đi: ĐTC Long Biên - Yên Phụ - Trần Nhật Duật - Nguyễn Hữu Huân - Lý Thái Tổ - Ngô Quyền - Lý Thường Kiệt - Bà Triệu -... Chiều về:... - Phố Huế - Hàng Bài - Lý Thường Kiệt - Phan Chu Trinh - Lý Thái Tổ - Ngô Quyền - Hàng Vôi - Hàng Tre - Hàng Muối - Trần Nhật Duật - Yên Phụ - ĐTC Long Biên                                                                           |
| 08B(Long Biên - Vạn Phúc)                                 | Hoạt động Thứ 2 đến 18:00 Thứ 6 hàng tuần                  | Chiều đi: ĐTC Long Biên - Yên Phụ - Trần Nhật Duật - Nguyễn Hữu Huân - Lý Thái Tổ - Ngô Quyền - Hai Bà Trưng - Lê Duẩn -... Chiều về:... - Yết Kiêu - Trần Hưng Đạo - Quán Sư - Hai Bà Trưng - Hàng Bài - Đinh Tiên Hoàng - Trần Nguyên Hãn - Ngô Quyền - Hàng Vôi - Hàng Tre - Hàng Muối - Trần Nhật Duật - Yên Phụ - ĐTC Long Biên                                               |
| 08BCT(Long Biên - Vạn Phúc)                               | Hoạt động 18:00 Thứ 6 đến Chủ nhật (tránh tuyến phố đi bộ) | Chiều đi: ĐTC Long Biên - Yên Phụ - Trần Nhật Duật - Nguyễn Hữu Huân - Lý Thái Tổ - Ngô Quyền - Hai Bà Trưng - Lê Duẩn -... Chiều về:... - Yết Kiêu - Trần Hưng Đạo - Quán Sứ - Hai Bà Trưng - Phan Chu Trinh - Lý Thái Tổ - Ngô Quyền - Hàng Vôi - Hàng Tre - Hàng Muối - Trần Nhật Duật - Yên Phụ - ĐTC Long Biên                                                                |
| 09A(Bờ Hồ - Đại học Mỏ)                                   | Hoạt động Thứ 2 đến 18:00 Thứ 6 hàng tuần                  | Chiều đi: Bãi đỗ xe Bờ Hồ - Lê Thái Tổ - Tràng Thi - Điện Biên Phủ -... Chiều về:... - Điện Biên Phủ - Phan Bội Châu - Hai Bà Trưng - Hàng Bài - Đinh Tiên Hoàng - Bờ Hồ (Bãi đỗ xe Bờ Hồ) |
| 09ACT(Trần Khánh Dư - Đại học Mỏ)                         | Hoạt động 18:00 Thứ 6 đến Chủ nhật (tránh tuyến phố đi bộ) | Chiều đi: Bãi đỗ xe Trần Khánh Dư - Trần Khánh Dư - Trần Hưng Đạo - Lê Thánh Tông - Lý Thái Tổ - Ngô Quyền - Hai Bà Trưng - Quang Trung - Tràng Thi - Điện Biên Phủ -... Chiều về:... - Điện Biên Phủ - Phan Bội Châu - Hai Bà Trưng - Phan Chu Trinh - Tràng Tiền - Trần Khánh Dư - Bãi đỗ xe Trần Khánh Dư                                                                       |
| 09B(Bờ Hồ - Bến xe Mỹ Đình)                               | Hoạt động Thứ 2 đến 18:00 Thứ 6 hàng tuần                  | Chiều đi: Bãi đỗ xe Bờ Hồ - Lê Thái Tổ - Bà Triệu -... Chiều về:... - Nguyễn Du - Phố Huế - Hàng Bài - Đinh Tiên Hoàng - Bờ Hồ (Bãi đỗ xe Bờ Hồ) |
| 09BCT(Trần Khánh Dư - Bến xe Mỹ Đình)                     | Hoạt động 18:00 Thứ 6 đến Chủ nhật (tránh tuyến phố đi bộ) | Chiều đi: Bãi đỗ xe Trần Khánh Dư - Trần Khánh Dư - Trần Hưng Đạo - Lê Thánh Tông - Lý Thái Tổ - Ngô Quyền - Hai Bà Trưng - Bà Triệu -... Chiều về:... - Nguyễn Du - Phố Huế - Hàng Bài - Lý Thường Kiệt - Phan Chu Trinh - Tràng Tiền - Trần Khánh Dư - Bãi đỗ xe Trần Khánh Dư                                                                                                   |
| 11(Công viên Thống Nhất - HVNN Việt Nam)                  | Hoạt động Thứ 2 đến 18:00 Thứ 6 hàng tuần                  | Chiều đi:... Quang Trung - Trần Hưng Đạo - Phan Chu Trinh - Lý Thái Tổ - Ngô Quyền - Hàng Vôi - Hàng Tre - Hàng Muối - Trần Nhật Duật -... Chiều về:... - Trần Nhật Duật - Nguyễn Hữu Huân - Lý Thái Tổ - Ngô Quyền - Trần Hưng Đạo - Quang Trung - Lý Thường Kiệt - Lê Duẩn -...                                                                                                  |
| 11CT(Công viên Thống Nhất - HVNN Việt Nam)                | Hoạt động 18:00 Thứ 6 đến Chủ nhật (tránh tuyến phố đi bộ) | Chiều đi:... Quang Trung - Trần Hưng Đạo - Phan Chu Trinh - Lý Thái Tổ - Ngô Quyền - Hàng Vôi - Hàng Tre - Hàng Muối - Trần Nhật Duật -... Chiều về:... - Trần Nhật Duật - Nguyễn Hữu Huân - Lý Thái Tổ - Ngô Quyền - Trần Hưng Đạo - Quang Trung - Lý Thường Kiệt - Lê Duẩn -...                                                                                                  |
| 17(Long Biên - Nội Bài)                                   |                                                            | ĐTC Long Biên - Yên Phụ - Trần Nhật Duật -... |
| 18(ĐHKT Quốc dân - ĐHKT Quốc dân)                         |                                                            | Chiều đi:... - Trần Phú - Phùng Hưng - Phan Đình Phùng - Hàng Đậu - Trần Nhật Duật - Nguyễn Hữu Huân - Lý Thái Tổ - Ngô Quyền - Hai Bà Trưng - Lê Thánh Tông -... Chiều về:... - Lê Thánh Tông - Lý Thái Tổ - Ngô Quyền - Hàng Vôi - Hàng Tre - Hàng Muối - Trần Nhật Duật - Yên Phụ - ĐTC Long Biên - Hàng Đậu... - Lý Nam Đế -...                                                |
| 19(Trần Khánh Dư - Học viện Chính sách và Phát triển)     |                                                            | Bãi đỗ xe Trần Khánh Dư - Trần Khánh Dư -... |
| 22A(Bến xe Gia Lâm - KĐT Trung Văn)                       |                                                            | ... - Trần Nhật Duật - Hàng Đậu -... |
| 23(Nguyễn Công Trứ - Nguyễn Công Trứ)                     |                                                            | Chiều đi:... - Nguyễn Thái Học -... - Phan Đình Phùng - Hàng Đậu - Trần Nhật Duật - Nguyễn Hữu Huân - Lý Thái Tổ - Ngô Quyền - Hai Bà Trưng - Trần Hưng Đạo - Phan Huy Chú - Hàn Thuyên - Lê Văn Hưu -... Chiều về:... - Phan Chu Trinh - Trần Hưng Đạo - Lê Thánh Tông - Lý Thái Tổ - Ngô Quyền - Hàng Vôi - Hàng Tre - Hàng Muối - Trần Nhật Duật - Yên Phụ - ĐTC Long Biên -... |
| 24(Long Biên - Cầu Giấy)                                  |                                                            | ĐTC Long Biên - Yên Phụ - Trần Nhật Duật - Trần Quang Khải - Trần Khánh Dư -... |
| 31(Bách Khoa - Đại học Mỏ)                                |                                                            | Chiều đi:... - Phố Huế - Hàng Bài - Lý Thường Kiệt - Phan Chu Trinh - Lý Thái Tổ - Ngô Quyền - Hàng Vôi - Hàng Tre - Hàng Muối - Trần Nhật Duật -... Chiều về:... - ĐTC Long Biên - Hàng Đậu - Hàng Cót - Hàng Lược - Chả Cá - Hàng Cân - Lương Văn Can - Hàng Gai - Hàng Trống - Lê Thái Tổ - Bà Triệu -...                                                                       |
| 32(Nhổn - Bến xe Giáp Bát)                                |                                                            | Chiều đi:... - Trần Bình Trọng - Trần Hưng Đạo - Dã Tượng - Lý Thường Kiệt - Quán Sứ - Hai Bà Trưng - Thợ Nhuộm - Điện Biên Phủ -... Chiều về:... - Lê Duẩn -... |
| 34(Bến xe Mỹ Đình - Trung tâm hành chính huyện Gia Lâm)   |                                                            | Chiều đi:... - Nguyễn Thái Học - Phan Bội Châu - Lý Thường Kiệt - Quang Trung - Hai Bà Trưng - Phan Chu Trinh - Lý Thái Tổ - Ngô Quyền - Hàng Vôi - Hàng Tre - Hàng Muối - Trần Nhật Duật -... Chiều về:... - Trần Nhật Duật - Trần Quang Khải - Tràng Tiền - Ngô Quyền - Hai Bà Trưng - Thợ Nhuộm - Điện Biên Phủ -...                                                            |
| 35A(Trần Khánh Dư - Bến xe Nam Thăng Long)                |                                                            | Chiều đi: Bãi đỗ xe Trần Khánh Dư - Trần Khánh Dư - Trần Hưng Đạo - Bà Triệu -... Chiều về:... - Phố Huế - Hàng Bài - Trần Hưng Đạo - Trần Khánh Dư - Bãi đỗ xe Trần Khánh Dư |
| 36(Yên Phụ - Linh Đàm)                                    |                                                            | Chiều đi: ĐTC Long Biên - Yên Phụ - Hàng Đậu - Hàng Cót - Hàng Gà - Hàng Điếu - Đường Thành - Phủ Doãn - Triệu Quốc Đạt - Hai Bà Trưng - Bà Triệu -... Chiều về:... - Phố Huế - Hàng Bài - Hai Bà Trưng - Triệu Quốc Đạt - Phủ Doãn - Đường Thành - Phùng Hưng - Phan Đình Phùng - Hàng Đậu - Trần Nhật Duật - Yên Phụ - ĐTC Long Biên                                             |
| 38(Nam Thăng Long - Mai Động)                             |                                                            | Chiều đi:... - Lê Duẩn - Lý Thường Kiệt - Bà Triệu -... Chiều về:... - Quang Trung - Hai Bà Trưng -... |
| 40(Công viên Thống Nhất - Văn Lâm)                        | Hoạt động Thứ 2 đến 18:00 Thứ 6 hàng tuần                  | Chiều đi:... - Quang Trung - Lý Thường Kiệt - Quán Sứ - Hai Bà Trưng - Phan Chu Trinh - Tràng Tiền - Trần Khánh Dư -... Chiều về:... - Trần Hưng Đạo - Lê Thánh Tông - Hai Bà Trưng - Lê Duẩn -... |
| 40CT(Công viên Thống Nhất - Văn Lâm)                      | Hoạt động 18:00 Thứ 6 đến Chủ nhật (tránh tuyến phố đi bộ) | Chiều đi:... - Nguyễn Du - Quang Trung - Lý Thường Kiệt - Quán Sứ - Hai Bà Trưng - Phan Chu Trinh - Tràng Tiền - Trần Khánh Dư -... Chiều về:... - Trần Hưng Đạo - Lê Thánh Tông - Hai Bà Trưng - Lê Duẩn -... |
| 41(Nam Thăng Long - Bến xe Giáp Bát)                      |                                                            | Chiều đi:... - Yên Phụ - ĐTC Long Biên - Hàng Đậu -... Chiều về:... - Phan Đình Phùng - Hàng Đậu - ĐTC Long Biên - Yên Phụ -... |
| 42(Bến xe Giáp Bát - Trung Màu)                           |                                                            | ... - Trần Hưng Đạo - Trần Khánh Dư - Trần Quang Khải -... |
| 43(Công viên Thống Nhất - Đông Anh)                       | Hoạt động Thứ 2 đến 18:00 Thứ 6 hàng tuần                  | Chiều đi:... - Quang Trung - Trần Hưng Đạo - Trần Khánh Dư - Trần Quang Khải -... Chiều về:... - Trần Quang Khải - Trần Khánh Dư - Trần Hưng Đạo - Trần Bình Trọng - Lê Duẩn -... |
| 43CT(Công viên Thống Nhất - Đông Anh)                     | Hoạt động 18:00 Thứ 6 đến Chủ nhật (tránh tuyến phố đi bộ) | Chiều đi:... - Nguyễn Du - Quang Trung - Trần Hưng Đạo - Trần Khánh Dư - Trần Quang Khải -... Chiều về:... - Trần Quang Khải - Trần Khánh Dư - Trần Hưng Đạo - Trần Bình Trọng - Lê Duẩn -... |
| 45(Times City - Nam Thăng Long)                           |                                                            | Chiều đi:... - Trần Khánh Dư - Trần Hưng Đạo - Lê Thánh Tông - Lý Thường Kiệt - Quang Trung - Tràng Thi - Điện Biên Phủ -... Chiều về:... - Nguyễn Thái Học - Phan Bội Châu - Lý Thường Kiệt - Lê Thánh Tông - Trần Hưng Đạo -... |
| 47A(Long Biên - Bát Tràng)                                |                                                            | ĐTC Long Biên - Yên Phụ - Trần Nhật Duật -... |
| 48(Bến xe Nước Ngầm - Phúc Lợi)                           |                                                            | ... - Trần Khánh Dư - Trần Quang Khải -... |
| 49(Trần Khánh Dư - Nhổn)                                  |                                                            | Bãi đỗ xe Trần Khánh Dư - Trần Khánh Dư - Trần Hưng Đạo - Lê Thánh Tông - Lý Thường Kiệt - Lê Duẩn -... |
| 50(Long Biên - SVĐ Quốc gia)                              |                                                            | ĐTC Long Biên - Trần Nhật Duật - Yên Phụ -... |
| 51(Bến xe Gia Lâm - Trần Vỹ)                              |                                                            | ...- Trần Quang Khải - Trần Khánh Dư -... |
| 54(Long Biên - Thành phố Bắc Ninh)                        |                                                            | ĐTC Long Biên - Yên Phụ - Trần Nhật Duật -... |
| 55A(Times City - Cầu Giấy)                                |                                                            | ... - Trần Khánh Dư - Trần Quang Khải - Trần Nhật Duật -... |
| 55B(TTTM AeonMALL Long Biên - Cầu Giấy)                   |                                                            | ... - Trần Khánh Dư - Trần Quang Khải - Trần Nhật Duật -... |
| 58(Yên Phụ - BVĐK Mê Linh)                                |                                                            | ĐTC Long Biên - Trần Nhật Duật - Yên Phụ -... |
| 65 (Long Biên - Thụy Lâm)                                 |                                                            | ĐTC Long Biên - Yên Phụ - Trần Nhật Duật -... |
| 69(Long Biên - Dương Quang)                               |                                                            | ĐTC Long Biên - Yên Phụ - Trần Nhật Duật -... |
| 86(Ga Hà Nội - Sân bay Nội Bài)                           | Hoạt động Thứ 2 đến 18:00 Thứ 6 hàng tuần                  | Ga Hà Nội - Lê Duẩn - Nguyễn Du - Yết Kiêu - Trần Hưng Đạo - Dã Tượng - Lý Thường Kiệt - Hàng Bài - Đinh Tiên Hoàng - Trần Nguyên Hãn - Ngô Quyền - Hàng Vôi - Hàng Tre - Hàng Muối - Trần Nhật Duật -... |
| 86CT(Ga Hà Nội - Sân bay Nội Bài)                         | Hoạt động 18:00 Thứ 6 đến Chủ nhật (tránh tuyến phố đi bộ) | Ga Hà Nội - Lê Duẩn - Nguyễn Du - Yết Kiêu - Trần Hưng Đạo - Dã Tượng - Lý Thường Kiệt - Hàng Bài - Hai Bà Trưng - Phan Chu Trinh - Lý Thái Tổ - Ngô Quyền - Hàng Vôi - Hàng Tre - Hàng Muối - Trần Nhật Duật -... |
| 98(Yên Phụ - TTTM AeonMALL Long Biên)                     |                                                            | ĐTC Long Biên - Yên Phụ - Trần Nhật Duật -... |
| 100(Long Biên - KĐT Đặng Xá)                              |                                                            | ĐTC Long Biên - Yên Phụ - Trần Nhật Duật -... |
| 144(Đại học Mỏ - Trần Khánh Dư)                           |                                                            | ... - Trần Khánh Dư - Bãi đỗ xe Trần Khánh Dư |
| 146(Hào Nam - Khu liên cơ quan Sở ngành Hà Nội - Hào Nam) |                                                            | Chiều đi:... - Hàng Cót - Hàng Lược - Chả Cá - Hàng Cân - Lương Văn Căn - Lê Thái Tổ - Bà Triệu - Lý Thường Kiệt - Phan Chu Trinh -... Chiều về:... - Phan Chu Trinh - Lý Thái Tổ - Ngô Quyền - Hàng Vôi - Hàng Tre - Hàng Muối - Trần Nhật Duật -... |
| 159(BV Nhiệt đới TW CS2 - Times City)                     |                                                            | Chiều đi:... - Lê Duẩn - Lý Thờng Kiệt - Bà Triệu -... Chiều về:... - Phố Huế - Hàng Bài - Lý Thường Kiệt - Quán Sứ - Hai Bà Trưng - Thợ Nhuộm - Điện Biên Phủ -... |
| E02(Hào Nam - Vinhomes Ocean Park)                        |                                                            | Chiều đi:... - Nguyễn Thái Học - Phan Bội Châu - Hai Bà Trưng - Phan Chu Trinh - Lý Thái Tổ - Ngô Quyền - Hàng Vôi - Hàng Tre - Hàng Muối - Trần Nhật Duật -... Chiều về:... - Trần Nhật Duật - Nguyễn Hữu Huân - Lý Thái Tổ - Ngô Quyền - Hai Bà Trưng - Thợ Nhuộm - Điện Biên Phủ -...                                                                                           |
| E05(Long Biên - Cầu Giấy - Vinhomes Smart City)           |                                                            | ĐTC Long Biên - Trần Nhật Duật - Yên Phụ -... |
| E07(Long Biên - Cửa Nam - Vinhomes Smart City)            |                                                            | Chiều đi:ĐTC Long Biên - Trần Nhật Duật - Nguyễn Hữu Huân - Lý Thái Tổ - Ngô Quyền - Hai Bà Trưng - Thợ Nhuộm - Điện Biên Phủ -... Chiều về:... - Phan Bội Châu - Hai Bà Trưng - Phan Chu Trinh - Lý Thái Tổ - Ngô Quyền - Hàng Vôi - Hàng Tre - Hàng Muối - Trần Nhật Duật - ĐTC Long Biên                                                                                        |
| E09(Vinhomes Smart City - Công viên nước Hồ Tây)          |                                                            | Chiều đi:... - Yên Phụ - ĐTC Long Biên - Hàng Đậu -... Chiều về:... - Phan Đình Phùng - Hàng Đậu - ĐTC Long Biên - Yên Phụ -... |

### Khu đô thị
Hiện nay, quận Hoàn Kiếm đang triển khai xây dựng khu biệt thự phố cổ Đường Thành ở số 33 phố Đường Thành.

## Người nổi tiếng
- Cố nhà văn, nhà thơ, nhạc sĩ Nguyễn Đình Thi, người làng Vũ Thạch, nay là phường Tràng Tiền.